# Bela powisiana
Bela powisiana là một loài ốc biển, là động vật thân mềm chân bụng sống ở biển trong họ Conidae, họ ốc cối.

## Phân bố
- Biển Alboran[2]